# Cydonia Mensae

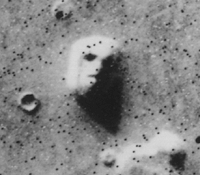
La pareidolia resultant.

Cydonia Mensae és una regió marciana situada a 33°N i 13°O. La regió va esdevenir notòria arran de l'observació de formacions rocoses inusuals a la seva superfície. Generalment es considera com un cas de pareidolia a la topografia marciana, tot i que hi ha discussions pseudocientífiques de sobre si és d'origen natural o artificial, això últim basant-se en una sèrie de presumptes regularitats matemàtiques presents a la zona.
El 25 de juliol del 1976, durant la seva òrbita número 35, la sonda Viking 1 va prendre sobre aquesta zona la fotografia del que es coneix popularment com la Cara de Mart, que en aquell temps alguns veieren com una estructura artificial.